# Triturus
Triturus es un género de anfibios caudados de la familia Salamandridae, compuesto por una serie de especies de Europa y Asia que se encuentran en cuerpos de agua, como estanques poco profundos, lagunas, arroyos y aguas profundas tranquilas; y terrestres, como páramos, pantanos y bosques. 
Este género se ha usado como especie indicadora debido a que su presencia o ausencia puede indicar la salud del ambiente, por ejemplo el pH del agua y otros contaminantes.
Es considerado por la IUCN como una especie de preocupación menor; sin embargo, las poblaciones de las distintas especies han ido decreciendo y en otras se encuentran estables.[cita requerida]

## Características
Son organismos bilaterales, triploblásticos, celomados y con dimorfismo sexual. Estos anfibios tienen un cuerpo largo y delgado, patas cortas, sin membranas interdigitales y una cola bien desarrollada y aplanada lateralmente. En general, los tritones son más pequeños que las salamandras y la mayor parte de su vida están en el agua. Son ligeramente miopes en el agua y tienen una miopía muy pronunciada en tierra. Poseen cráneos anchos y planos dorso-ventralmente con huesos parietales fusionados y provistos de dientes curvados en ambas mandíbulas. Presentan una cintura pélvica, en su mayor parte cartilaginosa, careciendo de una cintura escapular dérmica. A diferencia de las ranas, los tritones no tienen oído medio.
Hibernan enterrados en el lodo, debajo de hojas, de piedras o en el suelo y sufren modificaciones fisiológicas como la baja producción de glóbulos rojos y blancos durante este periodo. Además, los glóbulos aparecen agrupados en la zona submesotelial del hígado, decrece el número de eosinófilos y aumenta la proliferación de células pigmentadas en áreas parenquimal y hematopoyética, posiblemente para protegerlas de sustancias citotóxicas durante la inactividad del hígado. Cuando llega la primavera, si los individuos son adultos sexualmente maduros, empieza el cortejo (los machos tienen colores más vivos y llamativos que las hembras) y reproducción en los cuerpos de agua. Las larvas tienen branquias de apéndices ramificados que abarcan una gran superficie. Cuando son adultos su respiración es pulmonar y cutánea.
Los adultos producen toxinas que son secretadas por la piel como mecanismo de defensa contra depredadores naturales, como culebras; la toxina solo tiene efecto si se ingiere y no cuando se tiene contacto con el animal. Las larvas presentan una mayor tasa de depredadores, por ejemplo larvas de ranas, larvas de insectos, ditíscicos adultos y tritones adultos.
Tienen la capacidad de regenerar el eje principal del cuerpo principal y estructuras, como los ojos, la cola y las extremidades, perdidas en enfrentamientos con otros tritones, escapando del depredador o en algún accidente.

## Nutrición
En su estadio de larva, los tritones tienen una dieta más limitada que los adultos, siendo ambos estadios carnívoros; sin embargo, el desarrollo de dientes en esta etapa hace que pueda alimentarse de larvas de urodelos e invertebrados, entre estos tenemos a rotíferos, zooplancton, moluscos, ácaros y larvas de otros insectos. El adulto se alimenta de invertebrados acuáticos, como gasterópodos, bivalvos, crustáceos, nematodos, anélidos y larvas de insectos, y de invertebrados terrestres,como arácnidos, crustáceos, ciempiés, insectos, larvas, huevos y adultos de algunos anfibios.

## Hábitat y ecología

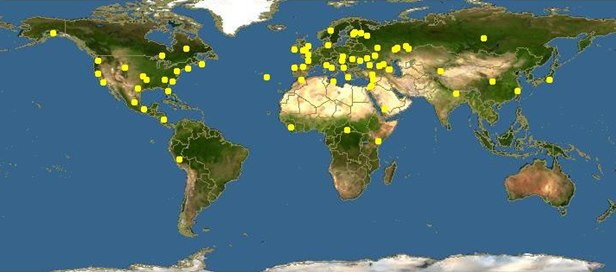
Distribución mundial de Tritones

Es posible encontrar las larvas en estanques poco profundos, lagunas, arroyos y aguas profundas tranquilas. Los adultos son principalmente nocturnos, pero pueden tener actividad diurna si viven adyacentes a un cuerpo de agua o la humedad relativa ambiental es alta. En tierra, se han observado en bosques caducidófilos o mixtos, donde las temperaturas medias anuales se encuentran en un rango entre 12 °C y 16 °C. Se han observado, también, en biotopos asociados a los bosques con matorrales, pantanos, praderas y cultivos. Está presente tanto en zonas a nivel del mar hasta 2200 m s. n. m.
Se encuentran distribuidas principalmente en Europa y oeste de Asia, aunque algunas especies habitan en América, limitadas por las montañas de Norteamérica y una especie, Triturus cristalinus, en Suramérica y norte de África.

## Reproducción y desarrollo
Durante la reproducción, la cual es variable dependiendo de la altitud, latitud y condiciones hídricas, los machos sufren cambios morfológicos más evidentes que las hembras, pero en ambos sexos la piel es más brillante y los pliegues labiales se desarrollan más. Las hembras son más grandes que los machos y cuando empieza el periodo de vitalogénesis el abdomen se abulta y se pueden observar los ovocitos transparentes. Los machos desarrollan una cresta dorsal prominente y continua hasta la cola con colores llamativos.El cortejo suele iniciarse con un reconocimiento olfativo previo de los sexos; el macho corteja a la hembra en tres fases principales: orientación, exhibición y deposición del espermatóforo. Una misma hembra puede recibir espermatóforos de diferentes machos antes de iniciar la ovoposición.
La fecundación es interna, por tanto las hembras buscan lugares para realizar la puesta, la cual la realizan en plantas con hojas sumergidas, flexibles y anchas, doblando las hojas una vez ha hecho la ovoposición (por cada hoja un huevo). Cuando las larvas se desprenden de los huevos presentan unos filamentos a los lados de la cabeza llamados balancines, que le ayudan a mantener el equilibrio durante la natación, y branquias poco desarrolladas. A los pocos días desaparecen los balancines, crecen las branquias y se forma una cresta dorso-ventral. La madurez sexual y la longevidad dependen de la especie y el hábitat en el que se desarrolle el individuo.

### Regeneración
Como se describió previamente, los tritones tienen la capacidad de regenerar epimórficamente. Este tipo de regeneración se comprobó experimentalmente en 1768 cuando Spallanzani mutiló las extremidades de salamandras y tritones y estas estructuras crecían nuevamente con funcionalidad normal. Se ha identificado, molecularmente, algunas proteínas que ayudan al proceso de regeneración, por ejemplo, el receptor de crecimiento TFP (ThreeFingerProtein) al cual se une la proteína Prod 1 que se encuentra en células del blastema y confiere la identidad próximo-distal en la estructura regenerada. 
En 1779, Charles Bonnet comprobó que los tritones podían regenerar los ojos, para esto extirpó el cristalino derecho y observó el proceso de regeneración completa del mismo. En el embrión, el desarrollo del cristalino proviene de la capa embrionaria ectodérmica, más específicamente, de la superficie del ectodermo; mientras que, en el proceso de regeneración, el cristalino se forma a partir del borde del iris. El biólogo alemán Gustav Wolf eligió la extirpación del ojo en sus experimentos debido a que este tipo de mutilación no se da accidentalmente en la naturaleza, por lo cual el proceso de regeneración en el ojo no podía verse elegido por selección natural.
En la zona periférica de la retina se han observado células precursoras poco diferenciadas, neuroblastos no diferenciados y/o células germinales neuroepiteliales. Si estas células no están presentes, la regeneración empieza por el epitelio pigmentario de la retina, en donde las células del epitelio se despigmentan y empieza la proliferación. La zona de crecimiento determina el potencial crecimiento del ojo y aquí actúa el Factor de Crecimiento del Fibroblasto(FGF) que estimula la diferenciación de células ganglionares de la retina y ayuda a la expresión diferencial de los genes del cristalino. La vitamina A es importante para la formación de la rodopsina en los bastones de la retina.
La trombina tiene un rol importante en el desarrollo del cristalino, pero es inhibida en la formación del iris. Así mismo, la expresión de BMP ocurre en el iris y en todos los estadios de la regeneración del cristalino. Otra proteína que ayuda a la señalización de la formación del ojos es Wnt la cual es esencial en la diferenciación del epitelio del cristalino a células de fibra del cristalino, aumentando el marcador β-cristalino y la pérdida de función de β-catenina.
Los factores de transcripción Pax-6 y Six-3 median cascadas de señalización downstream en el desarrollo y la regeneración del cristalino. Pax-6 se ha considerado un gen de alta jerarquía debido a que es necesario y suficiente para la formación del cristalino en el desarrollo embrionario, pero no se conoce su rol en el proceso de regeneración a pesar de su expresión y se cree que ayuda a la proliferación del iris y la regulación en la síntesis del cristalino. Six-3 también se considera un gen de alta jerarquía y se expresa, junto con ácido retinoico, en el epitelio del cristalino en estadios tardíos del desarrollo del cristalino.
Se ha observado la expresión de genes homéoticos, como Pitx2,que codifica para un factor de transcripción que regula la expresión del gen lisil hidrolasa (enzima necesaria en la estabilización del colágeno hidrolizando la lisina); este último está involucrado en el desarrollo del ojo, dientes y órganos abdominales. Cuando Pitx2 se encuentra presente hace que se inhiba la formación del eje izquierda-derecha por lo que los órganos, como el corazón, el estómago y los ojos, son asimétricos. La expresión del gen homeótico está regulada por lo enhancers intrónicos ASE y Nodal.

## Filogenia
La clasificación taxonómica del género Triturus ha dado origen a controversias, debido a que uno de los miembros ha sido clasificado de dieciocho especies. Además, se ha dividido en cuatro géneros: Lissotriton, Ommatotriton, Mesotriton y Triturus.
Se reconocen las siguientes especies:
- Triturus carnifex (Laurenti, 1768) - Tritón crestado italiano.
- Triturus cristatus (Laurenti, 1768)[1]- Tritón crestado del norte o gigante; Tritón verrugoso.
- Triturus dobrogicus (Kiritzescu, 1903) - Tritón crestado del Danubio.
- Triturus ivanbureschi Wielstra, Litvinchuk, Naumov, Tzankov & Arntzen, 2013[2]- Tritón crestado de los Balcanes o de Buresh.
- Triturus karelinii (Strauch, 1870) - Tritón crestado del sur.
- Triturus macedonicus (Karaman, 1922) - Tritón crestado macedónico.
- Triturus marmoratus (Latreille, 1800) - Tritón jaspeado.
- Triturus pygmaeus (Wolterstorff, 1905) - Tritón pigmeo.
- Triturus rudolfi Arntzen, 2024[3]- Tritón pigmeo de Lisboa o de Malkmus.